# Governatore dei condannati
Il governatore dei condannati  era un alto comandante della marina della Repubblica di Venezia istituito nel 1542 .Tale ruolo era al comando della ciurma della galera composto da detenuti e prigionieri piuttosto che da uomini di bordo liberi.
Solamente a partire dal 1542 i condannati e i prigionieri musulmani iniziarono ad essere impiegati come vogatori nella marina veneziana  in maniera istituzionale creando la carica di governatore dei condannati. Nelle altre marine erano invece già in uso. L'uso di detenuti per remare le galee aumentò nel tempo, con l'eccezione delle navi ammiraglie e delle galeazze.
Successivamente il numero delle galee con un importante uso dei remi all'interno della flotta veneziana diminuì a favore dei Vascelli. A partire dal 1721 tutte le galee veneziane erano presidiate esclusivamente da detenuti (galeotti)
Tutti i comandanti dell'armata sottile ossia il Provveditore d'Armata, il Capitano delle galeazze e il Capitano del Golfo issavano la propria bandiera su una galera bastarda, con vele a strisce bianche e rosse. Tra i segni distintivi, l'ammiraglia del governatore dei condannati portava una sola lanterna e lo stendardo di San Marco su un bastone a poppa, e sul primo piano un emblema quadrato di San Marco.
Il governatore comandava un cancelliere o un segretario nominato dal Consiglio dei Dieci, un ammiraglio, un amministratore del cibo e della polvere da sparo (sopramasser), ed un portabandiera. Per il suo servizio personale aveva un governante (maestro di casa), un amministratore (scalco), un cuoco (cuoco), un amministratore del vino (canever) e due inservienti (fanti di pizzuol).  Inoltre aveva a sua disposizione una barca (felucca) con dodici barcaioli (caiccheri) e una fregata a remi con un capitano (padrone), due timonieri, due artiglieri (bombardieri) e 18 rematori (galeotti).